# Zdzisław Ludwin
Zdzisław Tadeusz Ludwin (ur. 16 maja 1943, zm. 6 sierpnia 2024) – polski samorządowiec i urzędnik, w latach 1992–1994 wicewojewoda częstochowski, w latach 2002–2009 wiceprezydent Częstochowy.

## Życiorys
Absolwent Wydziału Budowy Maszyn Politechniki Częstochowskiej, kształcił się podyplomowo w zakresie administracji i zarządzania. Przez wiele lat związany z klubem CKS Budowlani Częstochowa jako trener koordynator i szef. Pomiędzy 1990 a 1995 kierował Wydziałem Kultury i Spraw Społecznych w Urzędzie Wojewódzkim w Częstochowie. Później do 2002 szefował Oddziałowi Zamiejscowemu Wydziału Spraw Obywatelskich i Migracji Śląskiego Urzędu Wojewódzkiego w Katowicach. Był współzałożycielem kierowanej przez Jerzego Gułę Unii Laikatu Katolickiego.
W latach 1992–1994 pełnił funkcję wicewojewody częstochowskiego. W 1998 wybrany do rady miejskiej Częstochowy z listy Akcji Wyborczej Solidarność, w 2002 uzyskał reelekcję, jednak zrezygnował z mandatu. Od 2002 do 2009 pełnił funkcję wiceprezydenta miasta, odpowiedzialnego za sprawy obywatelskie i komunalne oraz budownictwo społeczne. Kandydował do rady miasta w 2006 i 2010 z listy komitetu prezydenta Tadeusza Wrony.
Pochowany na Cmentarzu Kule w Częstochowie.